# فيليب آدامز (لاعب كرة قدم)
فيليب آدامز (بالإنجليزية: Phillip Adams)‏ ولد في 20 يوليو 1988 في روك هيل في ولاية كارولاينا الجنوبية وتوفي بنفس المكان في 8 أبريل 2021، هو لاعب كرة قدم أمريكية أمريكي، لعب كظهير خلفي ‏.

## التعليم
تعلم في ثانوية روك هيل ‏.

## الوفاة
في 7 أبريل 2021 آدامز أطلق النار على ستة أشخاص في منزل في روك هيل في ولاية كارولاينا الجنوبية الأمريكية قتل خمسة وانتحر في اليوم التالي بعد مواجهة مع الشرطة، وفقًا لقسم شرطة مقاطعة يورك. صرح والده «ألونزو آدامز» أن مسيرته الكروية ربما لعبت دورًا في إطلاق النار، مشيرًا في مقابلة مع WCNC-TV إلى أن الرياضة «أفسدته».

## روابط خارجية
- فيليب آدامز على موقع مرجع كرة القدم المحترفة.كوم (الإنجليزية)